# Computertomografi
Computertomografi (fra det engelske computed axial tomography (CAT)), bedre kendt under forkortelsen CT og det afledte CT-skanning, er en avanceret form for røntgenundersøgelse, hvor diagnosticeringen sker ved hjælp af en række computerfremstillede tværsnitsbilleder (tomogrammer) af hoved, krop eller lemmer, der efterfølgende behandles digitalt, således at kropslige strukturer kan ses to- eller tredimensionelt.
Metoden blev indført i 1972 og var en revolution i røntgendiagnostikken. Opfindelsen indbragte Godfrey Hounsfield Nobelprisen i medicin i 1979.
Computertomografi blev oprindeligt kun brugt ved undersøgelser af hjernen, men anvendes i dag blandt andet andet ved undersøgelse af sygdomme i centralnervesystemet, ved diagnose og kontrol af kræft- og betændelsessygdomme, samt ved læsioner i hoved eller krop.
I modsætning til almindelige røntgenundersøgelser sendes røntgenstrålerne fra et røntgenrør, der roterer omkring det leje, patienten ligger på. Strålerne opfanges af sensorer, der registrerer deres styrke og sender dem videre til en computer. Strålingen er stærkere end ved almindelige røntgenundersøgelser, hvorfor CT-skanningen kun anvendes, når det er sygdomsmæssigt begrundet. Oftest anvendes et kontrastmiddel for at forbedre
billedresultaterne.

## Billedkvalitet

### Artefakter
Selvom billeder produceret af CT generelt er troværdige repræsentationer af den skannede volumen, er teknikken modtagelig for et antal artefakter.Kapitel 3 og 5

## Anvendelse i kulturarv
Røntgen CT og mikro-CT kan også anvendes på kulturhistoriske genstande. Mange skrøbelige genstande vil direkte undersøgelser forårsage skade og hel eller delvis ødelæggelse af genstanden, eller forårsage nedbrdning over tid. Ved brug af computertomografi er det muligt for forskere og konservatorer at undersøge klturhistoriske genstande uden at undsætte dem for dette. Med teknologien kan forskere blive klogere på kompositionen, materialerne og lignende. Computertomografi har bl.a. været anvendt til at undersøge Antikythera-mekanismen og En-Gedi-rullen samt på dokumenter der er udstyret med brevlås, så de kan forblive uåbne.